# Владимировка (Верхнехавский район)
Владимировка — посёлок в Верхнехавском районе Воронежской области.
Входит в состав Малоприваловского сельского поселения.

## География

### Улицы
- ул. Скачкова.

## Население
| 2000 | 2005 | 2010 |
| ---- | ---- | ---- |
| 4    | ↘2   | ↘1   |